# Paco Roca
Francisco José Martínez Roca (València, 1969), conegut com a Paco Roca, és un dibuixant de còmics. Està adscrit al moviment de la novel·la gràfica, que produeix per al mercat global. A més de crear còmics, Paco Roca es dedica a la il·lustració publicitària. Guanyador del prestigiós premi Inkpot Award 2019 a la Comic Con de San Diego.

## Biografia
Els seus inicis van estar lligats a la publicació Kiss Comix l'any 1996. Hi va dibuixar històries amb personatges infantils com Peter Pan o Aladí de protagonistes. Dos anys més tard va començar a publicar per a El Víbora. Juntament amb el guionista Juan Miguel Aguilera, amb qui havia treballat en Kiss Comix, van crear Road Cartoons, un experiment que barrejava dibuix i 3D. Paco Roca afirma estar influenciat per Mortadel·lo i Filemó i Tintín, un personatge que, assenyala, li va ensenyar «a estimar l'aventura i el còmic». Després va conèixer els treballs de Frank Miller i altres que el «van impactar» sobremanera, clàssics que li van contagiar l'emoció que tracta de transmetre des dels seus inicis.
El 2000 van publicar junts GOG, comic-book inspirat en els mons virtuals de Road Cartoons. En ells la gent viu els seus somnis, encara que no siguin reals. No té res a veure amb Matrix, sinó que la pel·lícula exhibeix notables similituds amb el comic-book.

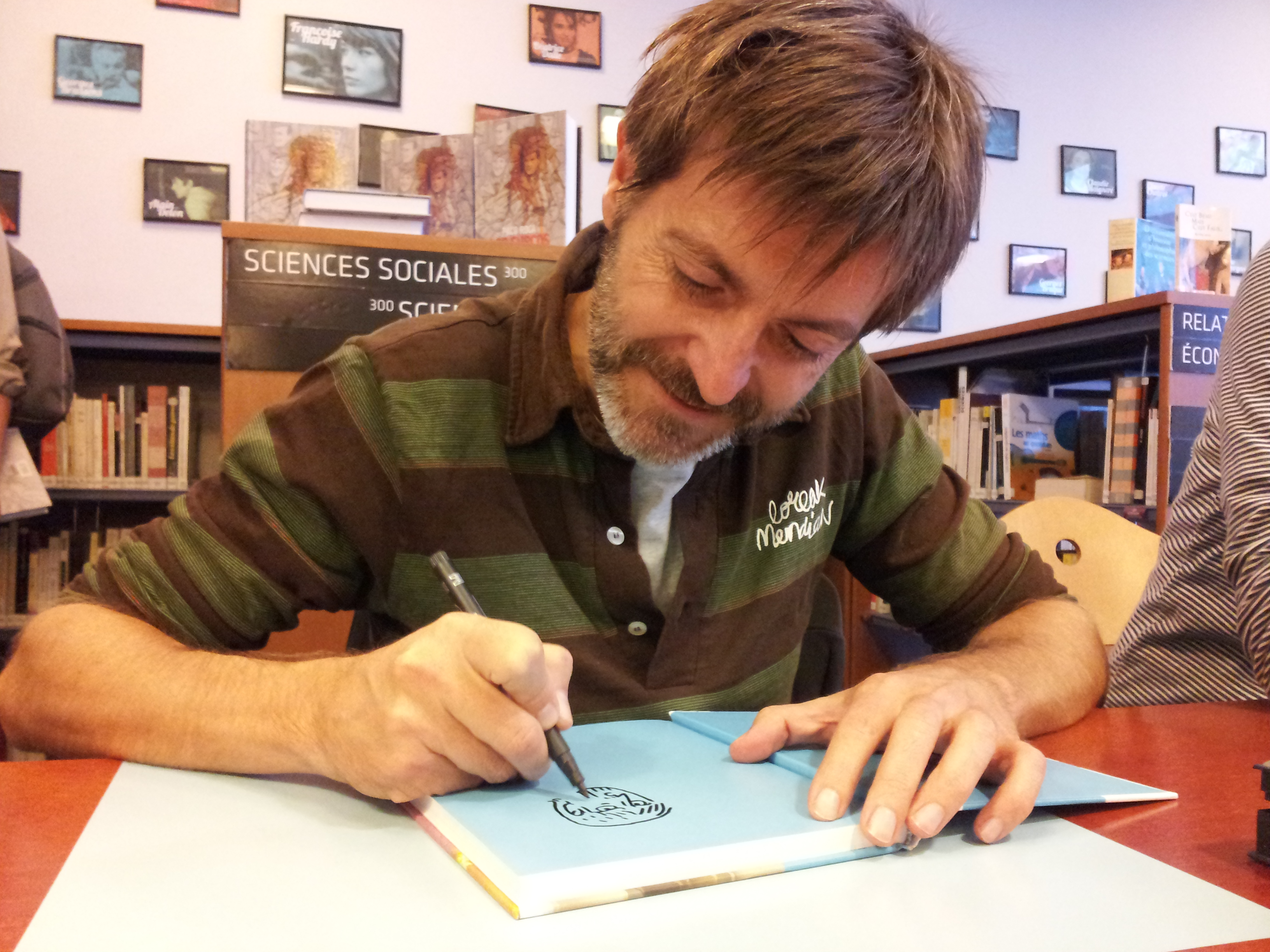
Paco Roca signant un dels seus llibres.

Un altre èxit de Paco Roca és El juego lúgubre, que busca el paral·lelisme entre Dràcula i Dalí com a dos éssers que viuen aïllats (un a Transsilvània i l'altre a Cadaqués) i tenen atemorits els seus veïns perquè estan per sobre de la moral. L'àlbum va ser editat a França, Itàlia i als Països Baixos. El 2003 va publicar Hijos de la Alhambra, sobre un misteri al voltant de l'Alhambra que va fascinar molts viatgers.
A més de crear còmics, Paco Roca treballa il·lustrant llibres i cartells. Sens dubte el més popular del seu treball són les il·lustracions per a Pinipon. També dibuixa portades de revistes i dissenya animacions.
Des de fa uns anys participa en una tertúlia de ràdio amb els dissenyadors MacDiego, Modesto Granados i el periodista i escriptor Ramón Palomar. La Tertúlia Friki ha passat per diferents emissores valencianes i en l'actualitat és emesa els divendres en el programa Abierto a Mediodía de Punto Radio.
El 2008 va rebre el Premi Nacional del Còmic per la seva obra, Arrugues. Roca estava en aquell moment acabant una nova història, Las calles de arena (Astiberri, 2009). Amb Arrugues també va rebre sengles reconeixements al Saló del Còmic de Barcelona (Premi al millor guió i Premi a la millor obra); un altre del festival de Lucca; i dos premis Dolmen, a més de ser considerat com un dels 20 millors còmics editats a França durant el 2007.
L'any 2009 la productora Perro Verde Films va adquirir els drets per a l'adaptació cinematogràfica de Arrugues en una pel·lícula d'animació dirigida per Ignacio Ferreras amb José Sacristán en la veu del protagonista.
El 2012 el Museu Valencià de la Il·lustració i la Modernitat (MuVIM) acollí una exposició retrospectiva dedicada a la seva obra. Durant l'estiu del 2013 publica Diario estival de un hombre en pijama al diari El País Semanal, periòdic amb el qual col·laborava esporàdicament des de 2009.
A València es va organitzar l'exposició sobre la seva obra, «Los surcos del azar», del 6 de maig al 4 de juliol de 2014, aquesta exposició també es va dur a terme a la ciutat de Saragossa dins del XIII Saló del Còmic.
En 2016 va impartir un taller de còmic social per a la Fundació Horta Sud a través del projecte Somos Súper i en col·laboració amb l'Escola d'Art i Superior de Disseny de València, en el qual participaren 25 alumnes. A partir d'aquest taller es crearen unes històries de còmic sobre les associacions que s'han recollit en el llibre Històries de Superació que incloïa un còmic de Paco Roca i 14 històries il·lustrades per 17 dels alumnes participants.
En 2019, aquest còmic es va reconvertir en un curt animat en el qual destaca la idea que la ciutadania, unida, pot aconseguir grans coses per a millorar la societat, i va presentar-se durant la sèptima Mostra Internacional de Cinema Educatiu (MICE) i durant la novena edició del Festival Internacional de Cine i Drets Humans de València (Humans Fest).

## Obres
Còmic
| Any                | Títol                                                    | Guionista                  | Format                 | Publicació                 |
| ------------------ | -------------------------------------------------------- | -------------------------- | ---------------------- | -------------------------- |
| 1994               | Aladino                                                  | Paco Roca                  | Història breu          | Kiss Comix nº 33           |
| 1995               | Blanca Navidad                                           | Paco Roca                  | Història breu          | Kiss Comix nº 39           |
| 1995               | Peter Pan                                                | Paco Roca                  | Història breu          | Kiss Comix nº 51           |
| 1998               | Road cartoons                                            | Juan Miguel Aguilera       | Història breu          | El Víbora nº 221 a 226     |
| 1999               | El Señor Osiris                                          | Paco Roca                  | Història breu          | Ganadería Trashumante nº 3 |
| 2000               | GOG                                                      | Juan Miguel Aguilera       | Comic book 48 pàg. b/n | Fuera de Serie (La Cúpula) |
| 2001               | El juego lúgubre                                         | Paco Roca                  | Comic-book 64 pàg. b/n | Brut (La Cúpula)           |
| 2002               | Para un puto vicio que tengo...                          | Paco Roca                  | Història breu          | El Víbora, Especial Vicio  |
| 2003               | Les voyages d'Alexandre Icare: Les fils de l'Alhambra    | Paco Roca                  | Àlbum                  | SAF                        |
| 2004               | El faro                                                  | Paco Roca                  | Àlbum                  | Astiberri                  |
| 2005               | Nuestros muertos                                         | Paco Roca                  | Història breu          | revista Tos                |
| 2005-2007          | Como cagallón por acequia                                | Paco Roca                  | Història breu          | revista Humo               |
| 2007               | Arrugues (Rides)                                         | Paco Roca                  | Novel·la gràfica       | Delcourt                   |
| 2008               | Las calles de arena                                      | Paco Roca                  | novel·la gràfica       | Delcourt                   |
| 05/2009            | Emotional World Tour                                     | Paco Roca/Miguel Gallardo  | Novel·la gràfica       | Astiberri                  |
| 11/2009            | El hombre montaña                                        | Paco Roca                  | Història breu          |                            |
| 03/2010-07/2011    | Memorias de un hombre en pijama                          | Paco Roca                  | Tira de premsa         | Las Provincias             |
| 06/2010            | L'Ange de la retirada                                    | Serguei Dounovetz          | Novel·la gràfica       | 6 Pieds Sour Terre         |
| 10/2010            | Made in Japain: The True Story of Spanish Design         | Paco Roca                  | Història breu          |                            |
| 2011               | L'hivern del dibuixant (El invierno del dibujante, 2010) | Paco Roca                  | Novel·la gràfica       | Astiberri                  |
| 2012               | Crónica de una crisis anunciada                          | Paco Roca                  | Història breu          | El País Semanal            |
| 2013               | De Valencia a Cádiz (1808-1814)                          | Rafael Marín               | Novel·la gràfica       | Generalitat Valenciana     |
| 28/07/2013-08/2013 | Diario estival de un hombre en pijama                    | Paco Roca                  | Tira còmica            | El País Semanal            |
| 11/2013            | Els solcs de l'atzar (Los surcos del azar, 2012)         | Paco Roca                  | Novel·la gràfica       | Astiberri                  |
| 2016               | La casa (La casa, 2015)                                  | Paco Roca                  | Novel·la gràfica       | Astiberri                  |
| 12/2016            | Històries de superació                                   | Paco Roca                  |                        |                            |
| 2018               | El tesoro del Cisne Negro                                | Paco Roca Guillermo Corral | Novel·la gràfica       | Astiberri                  |
| 2018               | Confesiones de un hombre en pijama                       | Paco Roca                  | Tira còmica            | Astiberri                  |
| 2020               | Regreso al Edén                                          | Paco Roca                  | Novel·la gràfica       | Astiberri                  |
| 2024               | L'abisme de l'oblit (El abismo del olvido, 2023)         | Paco Roca Rodrigo Terrasa  | Novel·la gràfica       | Astiberri                  |

Il·lustració
| Any  | Títol                   | Escriptor   | Publicació |
| ---- | ----------------------- | ----------- | ---------- |
| 2011 | La metamorfosis         | Franz Kafka | Astiberri  |
| 2018 | Un romanç amb Botifarra | Paco Cerdà  | Reclam     |